# 汪光磊
汪光磊（1986年3月8日—），網路名稱6tan、綽號工商巨魔、中壢怪人，是台灣的電子遊戲玩家、主持人、實況主，也被視為代表台灣實況圈早期的人物之一。
實況節目LNG Live創辦人兼成員，也是同為創辦人的實況主「鳥屎」表兄。
經營駱駝肚肚工作室。
早期在Justin.tv開實況，曾於2019年跳槽Facebook Gaming，之後經營Twitch；曾認為實況主不適合全職，建議應在有正職後以閒暇時間進行。
YouTuber鐵牛認為，6tan的實況台觀眾水準很好，而6tan的實況技巧也有許多自己可以學習之處。

## 經歷
汪光磊於1986年在桃園縣中壢市出生，家中為雙薪家庭，小學以前由外婆照顧。他從小便熱衷於電子遊戲，啟蒙作品是《超級魂斗羅》。他在國中和高中時沉迷於《暗黑破壞神II》，特地從中壢坐車到台北市買遊戲，並經常藉口去同學家遊玩，實際上是在網咖遊玩該遊戲。因為高中被退學，以及家中有移民的打算，他在短暫就讀國立楊梅高中後就獨自前往加拿大就讀尼加拉基督書院。因為熱衷於遊玩《魔獸世界》，他的眼神經常比較渙散，一度被寄宿家庭的家長懷疑吸毒。高中畢業後，因為想學習動畫，考入謝爾丹學院特拉法加路校區，然而並未完成學歷。
在加拿大讀書六年後，汪光磊返台並踏入職場，第一份工作是在親戚經營的兒童美語補習班任職，並一直想投身遊戲業，也開始以「6tan」之名擔任實況主。起初實況內容並不以遊戲為主，觀眾也只有十人左右；在開始實況《星海爭霸II：自由之翼》後逐漸打出知名度，之後找來鳥屎、老王合組成LNG WorkShop（LNG Live的前身）。
2013年，汪光磊進入了雷亞遊戲擔任企劃助理，之後晉升到《Deemo》的製作人；由於逐漸在實況圈闖出名號，便因為對公司事業與個人發展間的衝突過意不去，而在2016年6月離職。除了經營實況，後來也經營網路拍賣和Podcast。
2014年，開始擔任麥卡貝網路電視長壽節目《現在宅知道》主持人。
2017年，開始擔任台灣索尼互動娛樂節目《PlayStation 玩樂DNA》主持人。
2019年，受魔競娛樂邀請男扮女裝扮演原創角色「6tan子」，與扮成日本漫畫《五等分的新娘》五位女主角的實況主Vivi ( 林芝衣 ) 和四位cosplayer ( 魔理花、貓鈴、牛牛、小黎 ) 共同演出舞蹈影片。
2021年，擔任經濟部工業局「第11屆放視大賞」遊戲類評審。該年也開始和解婕翎共同主持好聲音直播《幹話雙聲道》。
2022年，買下西蘭公國男爵爵位，並成為瘦子E.SO騎士團的成員。
2022年，與上班不要看成員湯瑪士（張定澤）合辦G-EIGHT遊戲展。

## 外部連結
- （繁體中文） YouTube上的汪光磊頻道
- （繁體中文） 汪光磊的Twitch频道